# 艾大桥水库
艾大桥水库是中国四川省泸州市泸县境内的一座水库，位于长上干松溉河上，建于1982年。水库正常库容为710万立方米，集雨面积为35平方千米，海拔为353.2米。